# Augusto do Souto Barreiros
Augusto do Souto Barreiros, de seu nome completo Augusto Manuel Serrão de Faria do Souto Barreiros (Golegã, Azinhaga, 15 de março de 1922 - Golegã, Golegã, 16 de março de 2012).
É descendente de proprietários agrícolas notabilizados na lavoura e no entusiasmo por cavalos e toiros. Afinal, estes são os símbolos emblemáticos que, com os campinos, representam o sentido épico da Lezíria do Tejo (Rio Tejo).
Contemporâneo de José Saramago, iniciou-se muito novo na actividade literária, escrevendo para o teatro amador. Publicou igualmente poesia e contos e foi por isso sócio da extinta Sociedade Portuguesa de Escritores e mais recentemente, da Associação Portuguesa de Escritores e da Sociedade Portuguesa de Autores.
A Editorial ADASTRO e a Livraria FERIN, os jornais "Diário Popular ", "Diário Ilustrado", "Diário de Notícias", "O Século",  e "Comércio do Porto", e as Revistas FLAMA e VIDA RURAL, deram à estampa uma vasta obra que inclui a ode às gentes azinhaguenses, "Azinhaga, Livro de Horas", além de outros títulos publicados:
- Nocturno
- Canto que volta ao silêncio
- Náufrago sem mar para morrer
- Capricho Ribatejano

Está ainda representado nas colectâneas "Cancioneiro do Vinho Português" e "Poemabril".

“ Se a um gesto de Pã nasceu o campo, no amassar do barro fez-se o homem. Então, no enunciar do tempo os dois são um. E, na invenção do espaço, os dois são movimento. Quando harmonizados, em dor ou alegria, os dois são dança: um naquilo que propõe, o outro no ritmo que consegue. E o ritmo é o acto da reinvenção dos corpos. ”

—  Augusto Barreiros, Azinhaga - Livro de Horas
Também o folclore e a etnografia ribatejanos muito lhe devem na coreografia e na pesquisa com consequente divulgação, em conferências proferidas na Universidade de Coimbra e em palestras na Rádio Difusão Portuguesa, versando temas posteriormente incluídos naquela última obra publicada: "Os Seareiros", "Os Cagaréus", "Rezas", "Tratamento e Benzeduras", "Fainas com o Gado Bravo", "Danças Tradicionais do Ribatejo", entre outras.
Em 1948 e 1950, Augusto do Souto Barreiros escreveu as operetas ligeiras, em dois actos e oito quadros, "Sol das Lezírias" e "A Flor dos Campos" que, musicadas por José dos Reis bateram recordes de apresentações, conseguindo êxitos memoráveis, entre os quais se contam dois espectáculos, de cada uma, no "Cine-Teatro D. Elisa Bonacho", da Golegã, com lotações sempre esgotadas. 
Foi ainda convidado para director artístico, em 1951, do Rancho dos Campinos de Azinhaga (então Rancho Folclórico da Casa do Povo de Azinhaga), agrupamento folclórico sócio fundador da Federação do Folclore Português, com actuações em eventos internacionais como a Europália 91 na Bélgica e a Expo 92, em Sevilha.
Por tudo isso, foi distinguido pela Feira Nacional da Agricultura de Santarém, com o Diploma de Mérito pela "Casa do Ribatejo"; Pela mesma, em Lisboa, com a Placa de Ribatejano Ilustre e nomeado Sócio de Honra; E homenageado pela Câmara Municipal da Golegã, com a Medalha e Diploma de Mérito Municipal.